# 荒尾善久
荒尾 善久（あらお よしひさ）は、戦国時代の武将。織田氏の家臣。尾張知多郡木田城主。

## 生涯
荒尾善次の長男。『藩士家譜』では信長に仕えて6万石の知行を得たとされる。
元亀3年（1572年）12月22日、信長の命令で徳川氏への援軍として参加した三方ヶ原の戦いで戦死。享年34（『寛永伝』）。
死後の翌天正元年（1573年）9月に、信長はその所領を善久の従弟にあたる池田輝政に譲渡したという（『池田文書』）。
荒尾家の家督は弟・成房が継いだ。